# Jarmers Plads
Jarmers Plads er en plads på grænsen mellem Vesterbro og Indre By i København.
Pladsen har navn efter Jarmers Tårn, ruinen af et middelalderligt fæstningstårn fra voldanlæggene, der omkredsede byen indtil midten af det 19. århundrede. Da befæstningen blev opgivet i de følgende årtier, blev voldene jævnet og voldgravene fyldt op. Jarmers Tårn var for længst forsvundet, men området blev udgravet i forbindelse med den nordiske udstilling i 1888, og resterne af tårnet blev bagefter sat i stand som ruin for at minde byens fortid som befæstet.
Udover Jarmers Tårn prydes pladsen også af en kopi af Auguste Cains skulptur Lion et lionne se disputant un sanglier, der viser en løve og en løvinde, der kæmper om en vild orne. Skulpturen blev skabt i 1879, og kopien blev sat op i 1889 som en gave fra Carl Jacobsens legat Albertina.
Området udenfor Realkredit Danmarks bygning på Jarmers Plads blev omdannet af Hansted Holscher Arkitekter i 1996-1997.

## Trivia
- Jarmers Plads har fået en sang dedikeret sig, af det Danske band Red Warszwa, hvori der synges om pladsen.